# Ginnerup
Ginnerup (da: /ɡenʁɐub/) - jest to mała osada w Danii, położona w północno-wschodniej Jutlandii. Leży około 10 km na zachód od Grenå. Jest to część gminy Norddjurs w regionie Midtjylland.
Ginnerup jest miejscem urodzenia Andersa Rasmussena, byłego premiera Danii, a obecnie dwunastego Sekretarza Generalnego NATO.